# Larisch-Stickerei

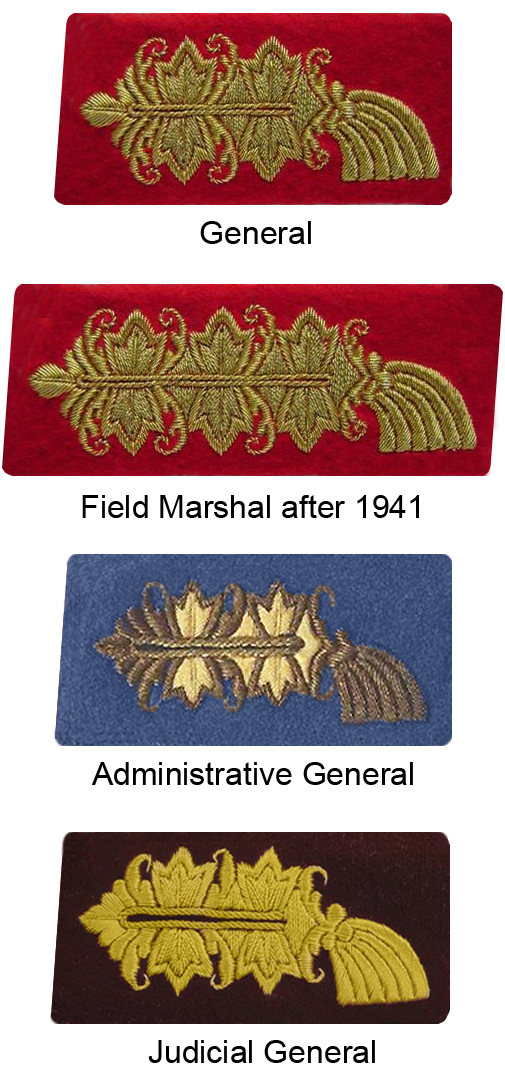
Kragenspiegel der Generale und Beamten im Generalsrang, Wehrmacht bis 1945

Larisch-Stickerei, historisch präzise aber Alt-Larisch-Stickerei, daneben aber auch Altpreußische Stickerei, Arabeskenstickerei oder umgangssprachlich Generalsstickerei genannt, ziert seit dem Jahr 1900 die Kragenspiegel preußischer, seit 1918/19 (nahezu) aller deutschen Generale. Das gilt auch für die Kragenspiegel der Generale der Bundeswehr. Sie ist typischerweise als Goldstickerei auf hochrotem Abzeichentuch ausgeführt. Admirale führ(t)en die Larisch-Stickerei nicht (Ausnahme: feldgraue Uniform der Wehrmachts-Kriegsmarine), ebenso die Generale der Wehrmachts-Luftwaffe. Zeitweise schmückte die Larisch-Stickerei auch die Ärmelaufschläge in Form besonderer Ärmelpatten, dies jedoch nie in der Bundeswehr.
Der Ursprung der Larisch-Stickerei reicht bis in das frühe 18. Jahrhundert zurück, als sie zur Knopflochverzierung der Offiziersuniformen des altpreußischen Infanterie-Regiments Nr. 26 diente.

## Aussehen
Bei der Kragenstickerei bilden das Zentrum des Arabeskenmusters vier stilisierte Akanthus-Blätter, die paarig ober- und unterhalb des stilisierten Knopflochschlitzes angeordnet sind. Das jeweilige Blätterpaar ist durch eine schmale, vertikale Ranke voneinander getrennt. Die Arabeske endet hinten in einer schmalen, vertikalen Ranke und einem daran anschließenden sechsstrahligem Schweif, der die einst vollgefertigte Quaste nachempfindet. Vorne mündet die Stickerei in einer von vier schmalen Ranken umfassten gegliederten Spitze. Bei Generalen ist die Stickerei goldfarben, die Kragenpatte aber hochrot. Bei Beamten und Richtern im Generalsrang wich in der Vergangenheit die Farbgebung ab.
Für Generalfeldmarschälle existierte von 1941 bis 1945 eine Sonderform. Diese war etwas länger und die blattförmige Verzierung in der Mitte der Stickerei um ein Blatt pro Seite erweitert.
Die Ärmelpatten ähnlich, doch ohne Schweif.

## Geschichte

### Ursprung und Namensgebung

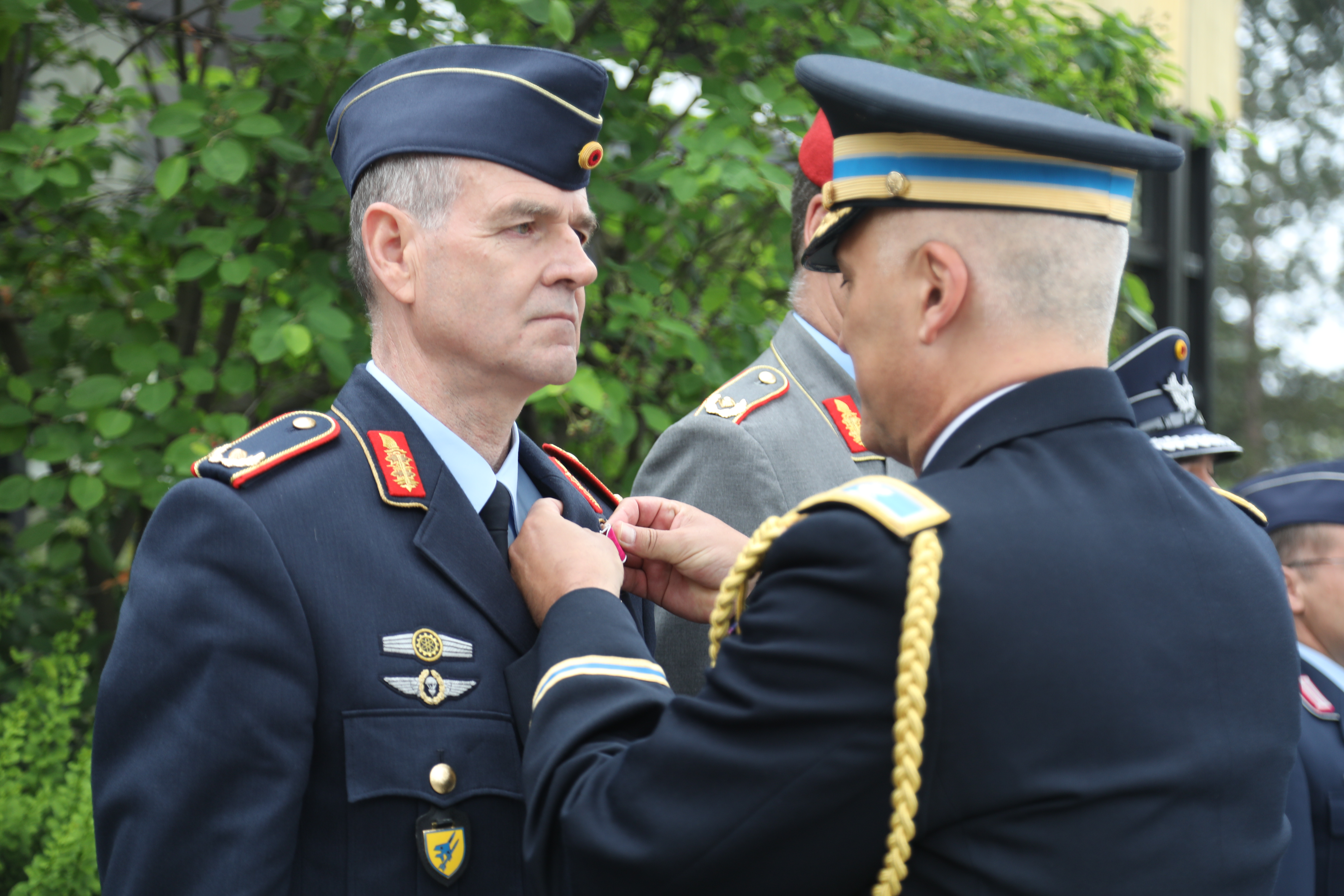
Kragenstickerei bei Bundeswehr-Generalen von Luftwaffe (links) und Heer (Mitte, halb verdeckt)

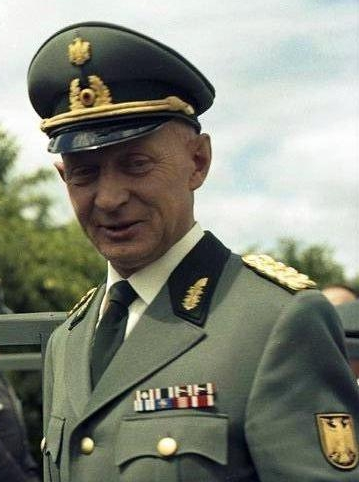
Kragenstickerei bei dem Inspekteur und Brigadegeneral im BGS, Alfred Samlowski, 1961

Die erst später so genannte (Alt-)Larisch-Stickerei zierte die Knopflöcher der Offiziersuniform des preußischen Infanterie-Regiments Nr. 26, zuletzt genannt „Alt-Larisch“. Das Regiment wurde am 7. November 1806 – mit der Kapitulation Blüchers bei Ratekau – aufgelöst. Damals waren die ihm 1730 verliehenen „Puschel-Litzen“ bereits außer Tragung.
Die Namensgebung der Stickerei ergibt sich aus einer Besonderheit der Militärgeschichte: Bis 1806 führten die Regimenter der preußischen Armee keine Nummern, sondern waren nach ihrem jeweiligen Chef benannt. Das war in anderen europäischen Heeren jener Zeit ebenfalls üblich. Mit jedem Wechsel an der Regimentsspitze änderte sich der Name des Regiments. Von 1795 bis Oktober 1800 hieß das Regiment „von Larisch“, nach seinem damaligen Regimentschef, Generalleutnant Johann Karl Leopold von Larisch. Dann erfolgte die Änderung in „Alt-Larisch“, zur Unterscheidung von dem Regiment „Jung-Larisch“ (Altpreußisches Infanterieregiment No. 53 (1806), vorher Regiment „von Anhalt“), als dessen Chef seit Oktober 1800 Wilhelm Christian von Larisch fungierte. Dieser war der jüngere Bruder des Erstgenannten.

### Deutsches Kaiserreich, Weimarer Republik und NS-Staat
Per A.K.O. vom 23. März 1900 bestimmte Wilhelm II., in seiner Eigenschaft als preußischer König, die Larisch-Stickerei als Kragenauszeichnung der Generale der preußischen Armee. Die bisherige aufwändige Rankenstickerei an Kragen und Aufschlägen entfiel. Die Stickerei war auf hochroten Kragen- und Ärmelpatten angebracht. Die Königreiche Bayern und Sachsen, deren Heereskontingente in Friedenszeiten unter dem Befehl des Landesherrschers standen, folgten dem nicht und beließen es bei ihrer traditionellen Generalsstickerei an Kragen und Aufschlägen. Das Königreich Württemberg, das ebenfalls die Wehrhoheit über die eigenen Verbände innerhalb des deutschen Heeres besaß, übernahm die preußische Neuerung hingegen noch vor dem Ersten Weltkrieg. Bei Generalintendanten war die Stickerei ebenfalls goldfarben, die Kragenpatte jedoch bläulichgrün statt hochrot.
Erst in der Reichswehr, dem ersten einheitlich organisierten deutschen Heer der Geschichte, führte die gesamte Generalität die Larisch-Stickerei, in der Regel auf hochroten Patten. Seitdem ist sie ununterbrochen ein typisches äußeres Merkmal der deutschen Generale, sei es nachfolgend in Wehrmacht, Nationaler Volksarmee oder Bundeswehr; eine Ausnahme bilden traditionell jedoch die Admirale sowie, im „Dritten Reich“, die Generale der Luftwaffe.
Wehrmachtsbeamte des Heeres im Generalsrang trugen auf den Kragenspiegeln die gleiche Stickerei, jedoch auf dunkelbläulichgrünem statt hochrotem Abzeichentuch, mit Vorstößen in der „Nebenwaffenfarbe“ ihres Verwaltungszweigs (ebenso der Besatzstreifen von Schirm- und Feldmütze; in Dunkelgrün die Ärmelpatten des Waffenrocks und seit Mai 1937 das Brustklappenfutter des Mantels, statt vorher hochrot). Davon abweichend waren bei den Kriegsverwaltungsbeamten (im August 1941 umbenannt in Militärverwaltungsbeamte) im Generalsrang, die ihren Dienst auf Kriegsdauer in den deutsch besetzten Gebieten versahen, die Kragenpatten (und das Brustklappenfutter) hellgrau; dazu bediente man sich des Grundtuchs der Luftwaffe! Die Feldpröbste bzw. Feldbischöfe der Wehrmacht galten zwar als Wehrmachtsbeamte mit dem Rang eines Generalmajors, trugen aber nicht deren Kragenstickerei. Stattdessen, auf vermutlich violetten Patten, die goldfarbene Kolbenstickerei der Beamten des höheren Dienstes (analog die Heerespfarrer und - oberpfarrer, die statt der ihnen gebührenden Kolbenstickerei „nur“ die glatten silbernen Kapellenlitzen des gehobenen Dienstes führten; ab 1935 auf violetten, seit 1937 auf blaugrünen Patten).
Die hochroten Kragenpatten sollten mit Verfügung vom 25. April 1944 allein den „Truppengeneralen“ vorbehalten bleiben. Die Generale der Sonderlaufbahnen hatten nun goldbestickte Patten in Laufbahnfarbe zu tragen (ebenso die Unterlage der Schulterstücke und das Brustklappenfutter des Mantels). Diese Regelung galt für Generale des Sanitäts- und Veterinärdienstes, der Kraftfahrtruppe, des Truppensonderdienstes (1944 für Beamte und Heeresrichter eingerichtet) und der Waffenoffizier-Laufbahn. Da man die Auftragefrist der bisherigen Abzeichen mehrmals verlängerte, ist anzunehmen, dass besagte Verfügung bis Kriegsende keineswegs allgemein umgesetzt wurde. Admirale der feldgrau eingekleideten Marineteile (Baubataillone, Marinepionieroffiziere, Marinefestungspionierkorps, Marineartillerie, Flugmeldedienst, Schiffstammabteilungen, Marineunteroffizier-Lehrabteilungen usw.) trugen zunächst die blaue Marineuniform und entsprechend keine Larischstickerei. Als mit Verfügung vom 16. April 1943 die Ablösung der bisher getragenen feldgrauen Heeresuniform durch eine eigene feldgraue Marineuniform beschlossen wurde, hatten diese mit Verfügung vom 26. Mai 1943 auch die betreffenden Admirale anzulegen. Dazu führten sie kornblumenblaue Kragenpatten mit goldfarbener Larischstickerei (kornblumenblau auch das Brustklappenfutter des feldgrauen Mantels).
Bei den (im Rang eines Generalmajors stehenden) Kommandeuren der preußischen Schutzpolizei löste 1932 die Alt-Larisch-Stickerei die bisherige Rankenstickerei auf hellgrünem Abzeichentuch am Kragen ab. Kragenspiegel nach preußischem Vorbild führten ab 1936/37 alle Generale der deutschen Ordnungspolizei, die Alt-Larisch-Stickerei allerdings in Gold statt wie bisher in Silber. Mitte 1942 wurde die Alt-Larisch-Stickerei zugunsten von hellgrünen Kragenspiegeln mit goldenen Effekten, nach dem Muster der Waffen-SS, aufgegeben.

### Bewaffnete Organe der DDR
Generale der bewaffneten Organe der DDR trugen ebenfalls die Larisch-Stickerei auf dem Kragenspiegel. Hier wurde der Larisch-Spiegel als Arabeske bezeichnet. Admirale führten, abweichend von der Tradition der deutschen und westeuropäischen Marinen, ebenfalls Kragenspiegel (mit Eichenlaubstickerei nach sowjetischem Muster).

### Bundesgrenzschutz und Bundeswehr
Im 1951 gegründeten Bundesgrenzschutz führten die Brigadegenerale und Generalmajore (Dienstgrade 1976 umbenannt in die Amtsbezeichnungen Kommandeur bzw. Inspekteur) die goldene Alt-Larisch-Stickerei auf grünen Kragenpatten. Mit der Umbenennung in Bundespolizei im Jahr 2005 und der Einführung der blauen Uniform entfielen die traditionellen Kragenspiegel ersatzlos. 
Seit Formierung der Bundeswehr 1955 tragen die Generale von Heer und Luftwaffe die Alt-Larisch-Stickerei nach dem Muster der Reichswehr, also in Gold und Rot. Die Admirale der Deutschen Marine führen keine Kragenspiegel.